# اکبایر، کابوک
اکبایر، کابوک (به لاتین: Akbayır, Çubuk) یک منطقهٔ مسکونی در ترکیه است که در استان آنکارا واقع شده‌است.